# Seznam čestných občanů města Dvora Králové nad Labem
Seznam čestných občanů města Dvora Králové nad Labem je chronologický seznam osobností, které obdržely titul Čestné občanství města Dvora Králové nad Labem. Čestné občanství bylo uděleno a stále platí 16 osobnostem.
| Jméno                               | Udělení                                                           | Povolání, popis zásluh |
| ----------------------------------- | ----------------------------------------------------------------- | --- |
| Edvard Beneš (1884–1948)            | 6. března 1935, zrušeno 20. prosince 1939, navráceno 7. září 1945 | politik, druhý prezident Československa                                                                                                  |
| Ilja Ivanovič Jastrebov (1899–1979) | 18. června 1945                                                   | generálmajor Rudé armády, velitel 72. divize, která 10. května 1945 při osvobození Československa projížděla a procházela Dvorem Králové |
| Hana Benešová (1885–1974)           | 3. dubna 1947                                                     | první dáma, manželka prezidenta Beneše                                                                                                   |
| Jan Šrámek (1870–1956)              | 12. června 1947                                                   | politik, předseda první exilové vlády Československa v Londýně                                                                           |
| Zdeněk Fierlinger (1891–1976)       | 12. června 1947                                                   | předseda vlády Československa 1945–1946                                                                                                  |
| Hubert Ripka (1895–1958)            | 12. června 1947                                                   | novinář a historik, politik, poslanec, ministr v exilové vládě v Londýně, ministr zahraničního obchodu (1945–1948)                       |
| Jan Zdeněk Bartoš (1908–1981)       | 5. června 1968                                                    | hudební skladatel, narozen ve Dvoře Králové                                                                                              |
| Karel Štrégl (1920–2001)            | 27. června 1996                                                   | příslušník 311. bombardovací perutě Britského královského letectva za druhé světové války, narozen ve Dvoře Králové                      |
| Václav Netík (1910–1941)            | 27. června 1996 (in memoriam)                                     | příslušník 311. bombardovací perutě Britského královského letectva za druhé světové války, narozen ve Dvoře Králové                      |
| Jaromír Střihavka (1914–1994)       | 27. června 1996 (in memoriam)                                     | příslušník 311. bombardovací perutě Britského královského letectva za druhé světové války, narozen ve Dvoře Králové                      |
| Eduard Zbroj (1912–1944)            | 27. června 1996 (in memoriam)                                     | příslušník 311. bombardovací perutě Britského královského letectva za druhé světové války, narozen ve Dvoře Králové                      |
| Karel Jarolímek (1888–1970)         | 12. února 1998 (in memoriam)                                      | architekt, odborník na stavbu lyžařských můstků, průkopník lyžování, život a úmrtí ve Dvoře Králové                                      |
| Rudolf Antonín Dvorský (1899–1966)  | 4. března 1999 (in memoriam)                                      | hudební skladatel, kapelník, klavírista, zpěvák, herec, nakladatel, narozen ve Dvoře Králové                                             |
| Josef Vágner (1928–2000)            | 27. dubna 1999                                                    | přírodovědec, cestovatel, spisovatel, ředitel Zoo Dvůr Králové (1965–1983) a zakladatel tamního safari                                   |
| Jaroslav Bilina (1896–1942)         | 4. dubna 2000 (in memoriam)                                       | starosta Dvora Králové nad Labem (1929–1939), během heydrichiády popraven nacisty                                                        |
| Jan Václav Bergl (1719–1789)        | 20. června 2019 (in memoriam)                                     | pozdně barokní malíř, dvorní malíř Marie Terezie, narozen ve Dvoře Králové                                                               |

Dne 12. června 1947 bylo čestné občanství uděleno také politikovi a pozdějšími komunistickému prezidentovi Klementu Gottwaldovi.  Na zasedání zastupitelstva 15. prosince 1993 tehdejší starosta Milan Moravec přednesl návrh na zrušení tohoto čestného občanství a jako důvod uvedl odpovědnost Klementa Gottwalda za zločiny páchané s jeho vědomím v době, kdy zastával nejvyšší státní funkce. Návrh byl jednomyslně schválen 19 hlasy a čestné občanství bylo zrušeno.